# Андреа Бенітес (тенісистка)
Андреа Бенітес (ісп. Andrea Benítez; нар. 10 травня 1986) — колишня аргентинська тенісистка.
Найвищу одиночну позицію світового рейтингу — 251 місце досягла 15 травня 2006, парну — 269 місце — 22 жовтня 2007 року.
Здобула 11 одиночних та 26 парних титулів туру ITF.
Завершила кар'єру 2013 року.

## Фінали ITF
| Турніри $100,000 |
| Турніри $75,000  |
| Турніри $50,000  |
| Турніри $25,000  |
| Турніри $10,000  |

### Одиночний розряд: 20 (11–9)
| Результат | Дата     | Турнір                         | Покриття | Суперниця                     | Рахунок          |
| --------- | -------- | ------------------------------ | -------- | ----------------------------- | ---------------- |
| Перемога  | Тра 2004 | ITF Мерида, Мексика            | Тверде   | Марія Вольфбрандт             | 6–4, 6–3         |
| Поразка   | Чер 2004 | ITF Brașov, Румунія            | Ґрунт    | Міхаела Бузернеску            | 3–6, 5–7         |
| Перемога  | Сер 2004 | ITF Трекастаньї, Італія        | Тверде   | Вероніка Хвойкова             | 6–4, 4–6, 6–3    |
| Поразка   | Лис 2004 | ITF Сальта, Аргентина          | Ґрунт    | Соледад Есперон               | 3–6, 3–6         |
| Перемога  | Тра 2005 | ITF Монтеррей, Мексика         | Тверде   | Даніела Муньос Галлегос       | w/o              |
| Перемога  | Чер 2005 | ITF Санта-Текла, Сальвадор     | Ґрунт    | Андреа Коч Бенвенуто          | 6–3, 6–0         |
| Перемога  | Лип 2007 | ITF Арад, Румунія              | Ґрунт    | Ванеса Фурланетто             | 3–6, 7–5, 6–3    |
| Поразка   | Лис 2007 | ITF Буенос-Айрес, Аргентина    | Ґрунт    | Марія Ірігоєн                 | 1–6, 1–6         |
| Поразка   | Тра 2008 | ITF Buenos Aires               | Ґрунт    | Марія Фернанда Альварес Теран | 6–7(4), 6–0, 0–6 |
| Перемога  | Вер 2010 | ITF Селая, Мексика             | Ґрунт    | Елізабет Ферріс               | 6–0, 1–1 ret.    |
| Поразка   | Жов 2010 | ITF Мехіко, Мексика            | Тверде   | Ясмін Шнак                    | 3–6, 1–6         |
| Поразка   | Бер 2011 | ITF Консепсьйон, Чилі          | Ґрунт    | Александрина Найденова        | 6–1, 4–6, 4–6    |
| Перемога  | Кві 2011 | ITF Кордова, Аргентина         | Тверде   | Каталіна Пелла                | 6–3, 6–3         |
| Перемога  | Кві 2011 | ITF Сан-Паулу, Бразилія        | Ґрунт    | Кароліна Новак                | 7–6(4), 4–6, 6–2 |
| Перемога  | Тра 2011 | ITF Itaparica Island, Бразилія | Тверде   | Аранса Салут                  | 6–2, 6–3         |
| Перемога  | Тра 2011 | ITF Itaparica Island           | Тверде   | Ванеса Фурланетто             | 6–2, 6–3         |
| Перемога  | Чер 2011 | ITF Сантус, Бразилія           | Ґрунт    | Карла Форте                   | 6–0, 6–1         |
| Поразка   | Жов 2012 | ITF Асунсьйон, Парагвай        | Ґрунт    | Едуарда Піай                  | 3–6, 6–7(6)      |
| Поразка   | Бер 2013 | ITF Рібейран-Прету, Бразилія   | Ґрунт    | Беатріс Аддад Майя            | 6–7(2), 2–6      |
| Поразка   | Лис 2013 | ITF Сан-Паулу, Бразилія        | Ґрунт    | Габріела Се                   | 6–7(5), 5–7      |

### Парний розряд: 45 (26–19)
| Результат | Дата              | Рівень | Турнір                         | Покриття   | Партнерка               | Суперниці                                   | Рахунок                    |
| --------- | ----------------- | ------ | ------------------------------ | ---------- | ----------------------- | ------------------------------------------- | -------------------------- |
| Поразка   | 8 вересня 2003    | 10,000 | ITF Сантьяго, Чилі             | Ґрунт      | Вірхінія Донда          | Марія Хосе Архері Летісія Собрал            | 2–6, 2–6                   |
| Поразка   | 3 травня 2004     | 10,000 | ITF Мерида, Мексика            | Тверде     | Бетіна Хосамі           | Еріка Кларке Енн Мелл                       | 5–7, 5–7                   |
| Поразка   | 7 червня 2004     | 10,000 | ITF Pitești, Румунія           | Ґрунт      | Естафанія Грасіун       | Міхаела Бузернеску Габріела Нікулеску       | 4–6, 4–6                   |
| Поразка   | 5 липня 2004      | 10,000 | ITF Гечо, Іспанія              | Ґрунт      | Естафанія Грасіун       | Анна Фонт Карла Суарес Наварро              | 2–6, 3–6                   |
| Перемога  | 2 серпня 2004     | 10,000 | ITF Віго, Іспанія              | Тверде     | Естафанія Грасіун       | Юлія Єфремова Сандра Волк                   | 7–5, 6–4                   |
| Перемога  | 23 серпня 2004    | 10,000 | ITF Трекастаньї, Італія        | Тверде     | Естафанія Грасіун       | Вероніка Хвойкова Емма Лайне                | 6–3, 3–6, 6–2              |
| Поразка   | 11 квітня 2005    | 10,000 | ITF Тампіко, Мексика           | Тверде     | Флавія Міґнола          | Кільдін Шевальє Хорхеліна Краверо           | 6–7(6–8), 6–2, 5–7         |
| Перемога  | 24 травня 2005    | 10,000 | ITF Леон, Мексика              | Тверде (i) | Даніела Муньос Галлегос | Елізабет Кауфман Танака Марі                | 6–4, 1–6, 6–1              |
| Перемога  | 31 травня 2005    | 10,000 | ITF Leon                       | Тверде     | Даніела Муньос Галлегос | Лорена Аріас Еріка Кларке                   | 7–5, 6–3                   |
| Перемога  | 6 червня 2005     | 10,000 | ITF Сан-Сальвадор, Сальвадор   | Ґрунт      | Флавія Міґнола          | Патрісія Ольсман Андреа Коч Бенвенуто       | w/o                        |
| Поразка   | 6 березня 2007    | 10,000 | ITF Толука, Мексика            | Тверде (i) | Марія Ірігоєн           | Кортні Негл Шанелль Схеперс                 | 2–6, 6–1, 2–6              |
| Перемога  | 27 березня 2007   | 10,000 | ITF Халапа, Мексика            | Тверде     | Даніела Муньос Галлегос | Лорена Аріас Еріка Кларке                   | 6–4, 4–6, 6–1              |
| Перемога  | 30 квітня 2007    | 10,000 | ITF Буенос-Айрес, Аргентина    | Ґрунт      | Марія Ірігоєн           | Ніколі Буйтоні Фернанда Ерменежилду         | 6–2, 6–2                   |
| Перемога  | 14 травня 2007    | 10,000 | ITF Кордова, Аргентина         | Ґрунт      | Марія Ірігоєн           | Карен Кастібланко Меліса Міранда            | 6–2, 6–4                   |
| Перемога  | 14 травня 2007    | 10,000 | ITF Córdoba                    | Ґрунт      | Марія Ірігоєн           | Соледад Есперон Агустіна Лепоре             | 6–4, 2–6, 6–4              |
| Перемога  | 13 липня 2007     | 10,000 | ITF Бухарест, Румунія          | Ґрунт      | Марія Ірігоєн           | Melissa Carbera Handt Carolina Gago Fuentes | 7–6(12–10), 6–1            |
| Перемога  | 20 липня 2007     | 10,000 | ITF Крайова, Румунія           | Ґрунт      | Марія Ірігоєн           | Майлен Ору Ванеса Фурланетто                | 6–3, 6–4                   |
| Перемога  | 29 вересня 2007   | 25,000 | ITF Хуарес, Мексика            | Ґрунт      | Соледад Есперон         | Марія Ірігоєн Роксане Вайзенберг            | 6–3, 6–4                   |
| Перемога  | 5 листопада 2007  | 10,000 | ITF Кордова, Аргентина         | Ґрунт      | Соледад Есперон         | Агустіна Лепоре Вероніка Сп'єхель           | 6–3, 6–3                   |
| Перемога  | 12 листопада 2007 | 10,000 | ITF Буенос-Айрес, Аргентина    | Ґрунт      | Соледад Есперон         | Агустіна Лепоре Вероніка Сп'єхель           | 7–5, 7–6(7–3)              |
| Перемога  | 19 листопада 2007 | 10,000 | ITF Buenos Aires               | Ґрунт      | Соледад Есперон         | Агустіна Лепоре Вероніка Сп'єхель           | 6–2, 0–6, [10–3]           |
| Поразка   | 23 серпня 2010    | 10,000 | ITF Сан-Луїс-Потосі, Мексика   | Тверде     | Надя Ечеверрія Алам     | Маколл Гаркінс Ніколь Роттманн              | 1–6, 4–6                   |
| Перемога  | 22 листопада 2010 | 10,000 | ITF Асунсьйон, Парагвай        | Ґрунт      | Татьяна Буа             | Лусія Хара Лосано Лусіана Сарменті          | 6–2, 6–4                   |
| Поразка   | 14 лютого 2011    | 10,000 | ITF Буенос-Айрес, Аргентина    | Ґрунт      | Татьяна Буа             | Вероніка Сепеде Ройг Лусіана Сарменті       | 7–5, 3–6, [7–10]           |
| Поразка   | 7 березня 2011    | 10,000 | ITF Консепсьйон, Чилі          | Ґрунт      | Барбара Руш             | Александра Гірш Аманда Макдавелл            | 4–6, 7–5, 4–6              |
| Перемога  | 21 березня 2011   | 10,000 | ITF Ранкагуа, Чилі             | Ґрунт      | Ракел Пілтшер           | Белен Лудуенья Даніела Сегель               | 7–6(7–5), 6–1              |
| Перемога  | 4 квітня 2011     | 10,000 | ITF Кордова, Аргентина         | Ґрунт      | Саломе Льягуно          | Белен Лудуенья Даніела Сегель               | 6–0, 5–7, [10–3]           |
| Перемога  | 11 квітня 2011    | 10,000 | ITF Córdoba                    | Тверде     | Татьяна Буа             | Каталіна Пелла Лусіана Сарменті             | 6–3, 6–4                   |
| Поразка   | 9 травня 2011     | 10,000 | ITF Itaparica Island, Бразилія | Тверде     | Ракел Пілтшер           | Даніела Сегель Наталія Россі                | 6–3, 0–6, [7–10]           |
| Поразка   | 6 червня 2011     | 10,000 | ITF Сантус, Бразилія           | Ґрунт      | Ракел Пілтшер           | Едуарда Піай Каріна Вендітті                | 4–6, 4–6                   |
| Поразка   | 27 червня 2001    | 10,000 | ITF Гавана, Куба               | Тверде     | Марґарет Лумія          | Міслейдіс Діас Гонсалес Яміле Форс Герра    | 2–6, 2–6                   |
| Поразка   | 18 липня 2011     | 10,000 | ITF Рібейран-Прету, Бразилія   | Ґрунт      | Ракел Пілтшер           | Фернанда Фарія Paula Cristina Goncalves     | 6–2, 2–6, 2–6              |
| Поразка   | 22 серпня 2011    | 10,000 | ITF Сан-Луїс-Потосі, Мексика   | Тверде     | Марґарет Лумія          | Ніка Кухарчук Лєна Литвак                   | 1–6, 4–6                   |
| Перемога  | 3 вересня 2012    | 10,000 | ITF Буенос-Айрес, Аргентина    | Ґрунт      | Каміла Сільва           | Аранса Салут Ана Софія Санчес               | 6–3, 6–0                   |
| Поразка   | 17 вересня 2012   | 10,000 | ITF Вілья-Альєнде, Аргентина   | Ґрунт      | Лусіана Сарменті        | Вікторія Босіо Каталіна Пелла               | 6–7(6–8), 7–6(7–3), [7–10] |
| Поразка   | 22 жовтня 2012    | 10,000 | ITF Луке, Парагвай             | Ґрунт      | Ракел Пілтшер           | Анаміка Бгаргава Силвія Кривач              | 4–6, 2–6                   |
| Поразка   | 29 жовтня 2012    | 10,000 | ITF Асунсьйон, Парагвай        | Ґрунт      | Ракел Пілтшер           | Анаміка Бгаргава Силвія Кривач              | 1–6, 4–6                   |
| Перемога  | 25 березня 2013   | 10,000 | ITF Рібейран-Прету, Бразилія   | Ґрунт      | Карла Форте             | Едуарда Піай Каріна Вендітті                | 7–6(7–2), 6–1              |
| Перемога  | 15 квітня 2013    | 10,000 | ITF Анталія, Туреччина         | Тверде     | Карла Форте             | Ірина Бара Дьяна Бузян                      | 6–2, 6–4                   |
| Перемога  | 22 квітня 2013    | 10,000 | ITF Анталія                    | Тверде     | Карла Форте             | Катрін Шантрен Ангелина Габуєва             | 6–1, 6–4                   |
| Перемога  | 29 квітня 2013    | 10,000 | ITF Анталія                    | Тверде     | Карла Форте             | Розалія Алда Кейтлін Горіскі                | 4–6, 7–5, [10–4]           |
| Поразка   | 6 травня 2013     | 10,000 | ITF Анталія                    | Тверде     | Карла Форте             | Шахло Саїдова Анна Шкудун                   | 6–4, 2–6, [8–10]           |
| Поразка   | 20 травня 2013    | 10,000 | ITF Анталія                    | Тверде     | Карла Форте             | Гай Ао Султан Ґьонен                        | 6–3, 5–7, [6–10]           |
| Перемога  | 3 червня 2013     | 10,000 | ITF Сантус, Бразилія           | Ґрунт      | Карла Форте             | Ана Клара Дуарте Наталі Курата              | 6–4, 6–1                   |
| Перемога  | 26 серпня 2013    | 10,000 | ITF Анталія, Туреччина         | Ґрунт      | Карла Форте             | Емма Лайне Мелані Саут                      | 4–6, 6–3, [10–8]           |